# Лоша (фільм)
«Лоша» (рос. «Жеребенок») — російський радянський художній фільм кіностудії «Ленфільм» 1959 року.

## Зміст
Зворушлива історія про лоша, яке народилося під час бойових дій у кобили червоноармійця Трохима. Незважаючи на наказ начальства, він не зміг убити невинну істоту. З часом малюк відстав від ескадрону, але в момент, коли загін наздогнали «білі», кинувся у річку за покликом матері. Його сил явно не вистачало і він почав тонути. Тоді Трохим, забувши про все, кидається й рятує лоша ціною власного життя. Історія про те, що доброті є місце у будь-який час.